# Jaroslav Pollák
Jaroslav Pollák (Mecenzéf, 1947. július 11. – Kassa, 2020. június 26.) Európa-bajnok csehszlovák válogatott szlovák labdarúgó.

## Pályafutása

### A válogatottban
1968 és 1980 között 49 alkalommal szerepelt a csehszlovák válogatottban és 1 gólt szerzett. Részt vett az 1970-es világbajnokságon és az 1980-as Európa-bajnokságon. Tagja volt az 1976-ban Európa-bajnokságot nyerő válogatott keretének is.

## Sikerei, díjai
Sparta Praha
- Csehszlovák kupa (1): 1979–80

Csehszlovákia
- Európa-bajnok (1): 1976